# Mattan
Mattan ist ein männlicher Vorname. 

## Herkunft und Bedeutung
Der Name Mattan, hebräisch מַתָּן mattān, leitet sich von der gleichlautenden Vokabel mit der Bedeutung „Geschenk“, „Gabe“. Vermutlich handelt es sich um eine Kurzform mit ausgefallenem theophoren Element, z. B. von מַתַּנְיָהוּ mattanjāhū, und bedeutet somit „Gabe [Gottes/JHWHs]“.
In der Bibel tragen drei Männer diesen Namen: Ein Baalspriester (2 Kön 11,18  u. ö.), der Vater Schefatjas (Jer 38,1 ) und ein Vorfahr Jesu (Mt 1,15  u. ö.)

## Verbreitung
Der Name Mattan ist in Israel verbreitet, verlor jedoch zuletzt an Beliebtheit. Bis 2019 zählte er zu den 100 beliebtesten Jungennamen des Landes.

## Varianten
- Arabisch: مَتَّانَ matʾān
- Bulgarisch: Матанови Matanowi, Матанов Matanow, Матан Matan
- Französisch: Mattân, Matthan
- Griechisch: Ματθάν Matthán
- Hebräisch: מַתָּן mattān
  - Transkriptionen: Mattan, Matan
- Latein: Matthan
- Persisch: متان matʾān
- Portugiesisch: Matã
- Rumänisch: Matan
- Russisch: Маттана Mattana
- Spanisch: Matán
- Tschechisch: Matanův
- Ungarisch: Mattán

Für Varianten der Langform מַתַּנְיָהוּ mattanjāhū: siehe Matthias#Varianten

## Namensträger
Mattan
- Mattan I., König von Tyros (829–820 vor Chr.)
- Mattan II., König von Tyros (730–729 vor Chr.)

Matan
- Matan Baltaxa (* 1995), israelischer Fußballspieler
- Taur Matan Ruak (* 1956), osttimoresischer Präsident, ehemaliger Freiheitskämpfer und Oberbefehlshaber der Verteidigungskräfte
- Matan Vilnai (* 1944), israelischer Generalmajor und Minister
- Matan Zohar (* 1990), britischer DJ und Musikproduzent